# NGC 5487
NGC 5487 (również PGC 50537) – galaktyka spiralna z poprzeczką (SBbc), znajdująca się w gwiazdozbiorze Wolarza. Odkrył ją George Mary Searle 22 marca 1868 roku. Jest zaliczana do radiogalaktyk.